# NetPositive
NetPositive (aussi appelé en abrégé Net+) est le navigateur web développé par Be afin de doter son système d'exploitation BeOS d'un navigateur web natif.
Sa légèreté (lancement presque instantané et utilisation mémoire anecdotique), son interface épurée et le fait qu'il a été le seul navigateur web graphique de la plate-forme durant plusieurs années ont fait son succès.

## Caractéristiques
NetPositive est un navigateur que l'on peut considérer comme minimaliste dans son support des technologies web. Il supporte bien évidemment le HTML, mais pas les feuilles de style CSS ou le JavaScript. Sa dernière version officielle est la 2.2.2 et la version 3.0 devait offrir un début de support du JavaScript, mais elle n'a jamais dépassé le stade de la bêta à la suite de la fermeture de Be.
NetPositive utilise également la technologie de BeOS replicant, qui permet à n'importe quelle application BeOS d'embarquer un navigateur web, ce qu'a fait d'ailleurs quelques applications comme BeHappy pour la lecture de la documentation de l'interface de programmation qui est au format HTML ou encore Mail-It pour la lecture des courriers électroniques contenant des pages HTML.

## Utilisation
Encore utilisé par certains utilisateurs de BeOS, il sert principalement à l'affichage de fiches de documentation en HTML, laissant la part belle à Firefox pour la navigation Internet.

## Messages d'erreurs
Les erreurs 404 annonçant qu'une URL saisie n'a pu être trouvée étaient annoncées par NetPositive suivies d'un Haïku (un petit poème japonais). C'est en souvenir de cela que la version libre de BeOS a été nommée Haiku.